# Taekwondo op de Paralympische Zomerspelen 2024
Op de XVIIe Paralympische Zomerspelen, die in 2024 werden gehouden in Parijs, Frankrijk, was taekwondo een van de 22 sporten die werden beoefend. De wedstrijden vonden plaats in het Grand Palais in het 8e arrondissement van Parijs, van 29 tot en met 31 augustus. Er waren tien evenementen: zowel voor mannen als vrouwen waren er vijf individuele evenementen, vier evenementen meer dan tijdens de Spelen van Tokio 2020.

## Medaillespiegel
| Plaats | Land              | NPC | Goud | Zilver | Brons | Totaal |
| 1      | Groot-Brittannië  | GBR | 2    | 0      | 0     | 2      |
| 2      | Turkije           | TUR | 1    | 3      | 1     | 5      |
| 3      | Oezbekistan       | UZB | 1    | 2      | 0     | 3      |
| 4      | Mongolië          | MGL | 1    | 1      | 0     | 2      |
| 5      | Azerbeidzjan      | AZE | 1    | 0      | 1     | 2      |
| 5      | Brazilië          | BRA | 1    | 0      | 1     | 2      |
| 7      | China             | CHN | 1    | 0      | 0     | 1      |
| 7      | Israël            | ISR | 1    | 0      | 0     | 1      |
| 7      | Peru              | PER | 1    | 0      | 0     | 1      |
| 10     | Iran              | IRI | 0    | 1      | 2     | 3      |
| 11     | Mexico            | MEX | 0    | 1      | 1     | 2      |
| 12     | Frankrijk         | FRA | 0    | 1      | 0     | 1      |
| 13     | Griekenland       | GRE | 0    | 0      | 2     | 2      |
| 13     | Marokko           | MAR | 0    | 0      | 2     | 2      |
| 15     | Argentinië        | ARG | 0    | 0      | 1     | 1      |
| 15     | Chinees Taipei    | TPE | 0    | 0      | 1     | 1      |
| 15     | Denemarken        | DEN | 0    | 0      | 1     | 1      |
| 15     | Georgië           | GEO | 0    | 0      | 1     | 1      |
| 15     | Italië            | ITA | 0    | 0      | 1     | 1      |
| 15     | Nepal             | NEP | 0    | 0      | 1     | 1      |
| 15     | Vluchtelingenteam | RPT | 0    | 0      | 1     | 1      |
| 15     | Zuid-Korea        | KOR | 0    | 0      | 1     | 1      |
| 15     | Thailand          | THA | 0    | 0      | 1     | 1      |
| 15     | Verenigde Staten  | USA | 0    | 0      | 1     | 1      |

## Gewichtsklassen

### Mannen
- -58 kg
- -63 kg
- -70 kg
- -80 kg
- +80 kg

### Vrouwen
- -47 kg
- -52 kg
- -57 kg
- -65 kg
- +65 kg

## Uitslagen
| mannen | mannen              | mannen | mannen                | mannen | mannen                  | mannen |
| Klasse | Goud                | Goud   | Zilver                | Zilver | Brons                   | Brons  |
| ------ | ------------------- | ------ | --------------------- | ------ | ----------------------- | ------ |
| -58 kg | Asaf Yasur          | ISR    | Ali Can Özcan         | TUR    | Sabir Zeynalov          | AZE    |
| -58 kg | Asaf Yasur          | ISR    | Ali Can Özcan         | TUR    | Xiao Xiang-wen          | TPE    |
| -63 kg | Mahmut Bozteke      | TUR    | Ganbatyn Bolor-Erdene | MGL    | Antonino Bossolo        | ITA    |
| -63 kg | Mahmut Bozteke      | TUR    | Ganbatyn Bolor-Erdene | MGL    | Ayoub Adouich           | MAR    |
| -70 kg | Imamaddin Khalilov  | AZE    | Fatih Çelik           | TUR    | Juan Diego García López | MEX    |
| -70 kg | Imamaddin Khalilov  | AZE    | Fatih Çelik           | TUR    | Juan Samorano           | ARG    |
| -80 kg | Asadbek Toshtemirov | UZB    | Luis Mario Nájera     | MEX    | Alireza Bakht           | IRI    |
| -80 kg | Asadbek Toshtemirov | UZB    | Luis Mario Nájera     | MEX    | Joo Jeong-hun           | KOR    |
| +80 kg | Matt Bush           | GBR    | Aliaskhab Ramazanov   | NPA    | Evan Medell             | USA    |
| +80 kg | Matt Bush           | GBR    | Aliaskhab Ramazanov   | NPA    | Hamed Haghshenas        | IRI    |

| vrouwen | vrouwen            | vrouwen | vrouwen            | vrouwen | vrouwen                 | vrouwen |
| Klasse  | Goud               | Goud    | Zilver             | Zilver  | Brons                   | Brons   |
| ------- | ------------------ | ------- | ------------------ | ------- | ----------------------- | ------- |
| -47 kg  | Leonor Espinoza    | PER     | Ziyodakhon Isakova | UZB     | Khwansuda Phuangkitcha  | THA     |
| -47 kg  | Leonor Espinoza    | PER     | Ziyodakhon Isakova | UZB     | Zakia Khudadadi         | RPT     |
| -52 kg  | Surenjav Ulambayar | MGL     | Zahra Rahimi       | IRI     | Ana Japaridze           | GEO     |
| -52 kg  | Surenjav Ulambayar | MGL     | Zahra Rahimi       | IRI     | Meryem Betül Çavdar     | TUR     |
| -57 kg  | Li Yujie           | CHN     | Gamze Gürdal       | TUR     | Palesha Goverdhan       | NEP     |
| -57 kg  | Li Yujie           | CHN     | Gamze Gürdal       | TUR     | Silvana Fernandes       | BRA     |
| -65 kg  | Ana Carolina Moura | BRA     | Djélika Diallo     | FRA     | Lisa Gjessing           | DEN     |
| -65 kg  | Ana Carolina Moura | BRA     | Djélika Diallo     | FRA     | Christina Gkentzou      | GRE     |
| +65 kg  | Amy Truesdale      | GBR     | Guljonoy Naimova   | UZB     | Eleni Papastamatopoulou | GRE     |
| +65 kg  | Amy Truesdale      | GBR     | Guljonoy Naimova   | UZB     | Rajae Akermach          | MAR     |